# Freiheitsturm (Burg)

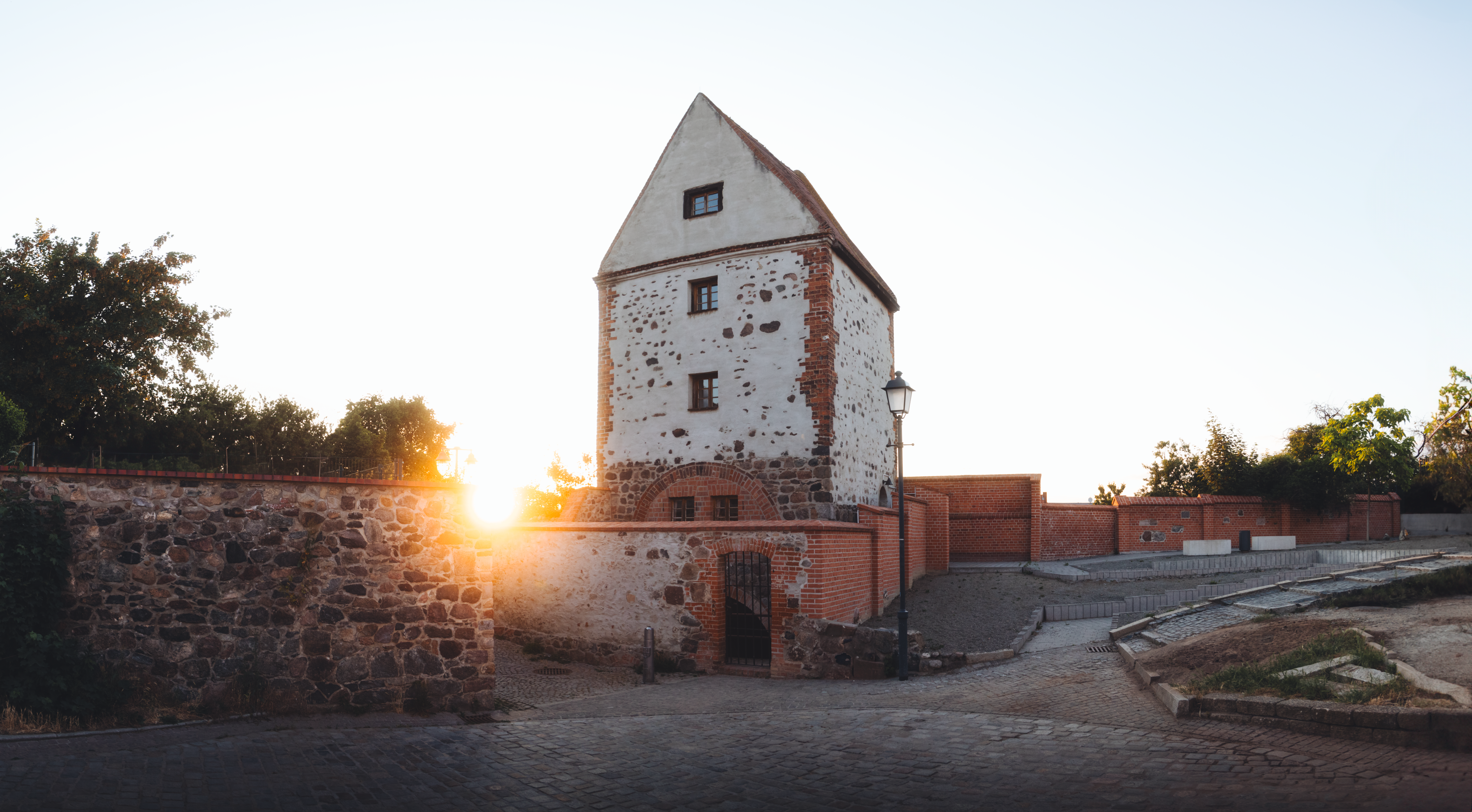
Freiheitsturm Burg

Der Freiheitsturm befindet sich in der Altstadt von Burg in unmittelbarer Nähe zur historischen Stadtmauer.
Im Volksmund wird der Turm auch Kuhturm genannt, weil die Bürger der Oberstadt dort ihr Vieh auf die Weiden der Feldmark "Unterm Hagen" trieben.

## Geschichte
Im Jahr 1530 wurde er erstmals erwähnt. Seine konkrete Nutzung ist weitgehend unbekannt. Man vermutet, dass er als Wohnsitz von Ministerialen diente. Dies würde auch erklären, warum er nicht unmittelbar in die Stadtmauer integriert war. Bis 1910 wurde der Turm als Gefängnis genutzt. Aus dieser Zeit stammen auch die sich im Inneren des Turms befindenden schweren Gefängnistüren. Später diente er als Obdachlosenasyl und um 1940 als Jugendherberge.
Der Turm besitzt drei Etagen, seine Mauern sind ca. ein Meter dick. Etwa zwei Meter unterhalb des heutigen Straßenniveaus erkennt man noch die Tordurchfahrt mit der alten Straße. Man nimmt an, dass das alte Straßenniveau im Rahmen der Stadtplanung aufgeschüttet wurde. Der Turm wurde in der Gegenwart restauriert. Heute werden die Räume als Ausstellungsräume genutzt. Insbesondere zur Museumsnacht und zum Tag des offenen Denkmals kann man den Turm besichtigen. Ferner sind Führungen buchbar. In unmittelbarer Nähe zum Kuhturm befindet sich der Hexenturm.